# タイソンズ (バージニア州)
タイソンズ（Tysons）は、アメリカ合衆国バージニア州のフェアファクス郡にある国勢調査指定地域（CDP）。人口は2万6374人（2020年）。ワシントンD.C.の西20キロメートルに位置している。

## 概要
1960年代後半に開発された計画都市である。当初はショッピングモール中心の都市だったが次第にオフィスビルの集積が進み、フェアファクス郡の中央業務地区として機能するようになった。厳しい建築規制があるワシントンから事務所を移転する企業が相次ぎ、街は拡大を続けている。ワシントンメトロの駅と州間高速道路495号線のインターチェンジが隣接しており、鉄道でも自家用車でもアクセスできる。

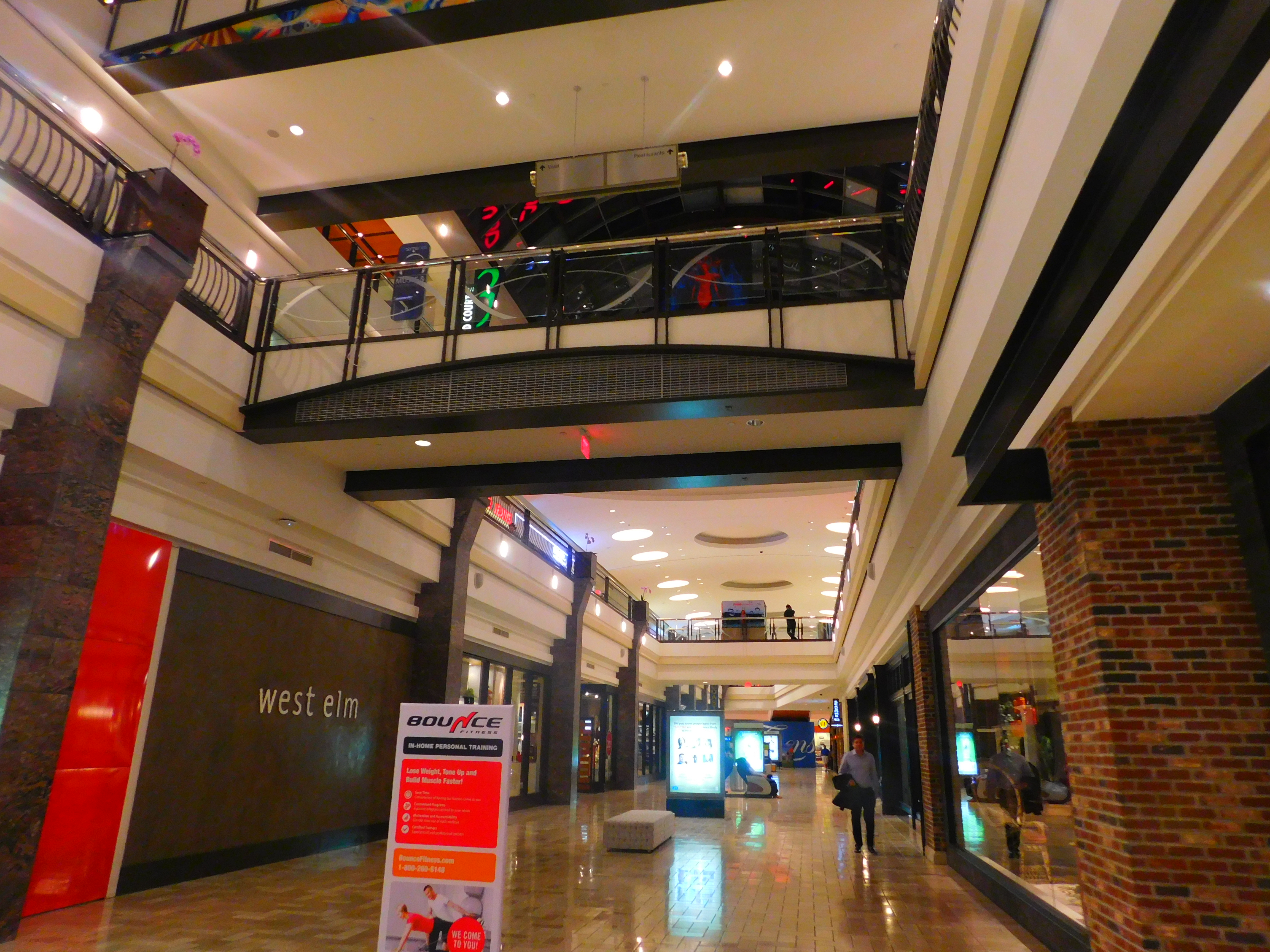
メトロ・タイソンズ駅

## 本社がある企業
- キャピタル・ワン
- ヒルトン・ワールドワイド
- ブーズ・アレン・ハミルトン
- インテルサット
- テグナ
- 連邦住宅金融抵当公庫